# Dhamma-szangani
A Dhamma-szangani vagy dhammaszangani a théraváda irányzat által képviselt páli kánon egyik buddhista szövege, amely az Abhidhamma-pitaka részét képezi. A dhammákat, avagy a létezés elemeit sorolja fel.
A mű egy ún. mátikával (mátrixként fordítják, amely tulajdonképpen a kategóriák jegyzéke) kezdődik, amely a jelenségeket 22 darab háromrétű csoportra (tika) osztja, majd ugyanezeket 100 darab kétrétű (duka) csoportra bontja. A mátika egy része a Szuttanta mátrix, amely 42 diász jegyzéke a szutták gyűjteményeiből. Ez a könyv ezenfelül az Abhidhamma keretműve is, amely bevezeti a különféle látásmódokat, amelyek alapján a jelenségek besorolhatók. A Dhamma-szangani négy része „A Tudat állapotai”, amely felsorolja és jellemzi a létező összes tudatállapotot, azok összetevőinek mélyreható meghatározásaival; az "Anyag", amely a különféle anyagi jelenségek felsorolása és kategorizálása; az "Összegzés", amely a szövegekben használt kifejezéseket magyarázza meg; és a "Foglalat", amely az Abhidhamma mátrix további magyarázata.
Teljes, magyar nyelvű fordítása még nincs.

## Részei
Rhys Davids (1900) a szöveget a következőképpen osztotta fel:
| I. Könyv A gondolatok születése (csittuppáda- ka.n.da.m)    | I. rész A tudatosság jó állapotai                         | 1. fejezet A nyolc fő gondolattípus a világmindenség érzéki birodalmaira vonatkozólag (kámávacsara-a.t.tha-mahácsittáni) 2. fejezet A jó az alakok birodalomra vonatkozóan (rúpávacsara-kuszala.m) 3. fejezet A jó az alak nélküli birodalomra vonatkozóan (arúpávacsara-kuszala.m) 4. fejezet A jó hatékonysági foka a három birodalomban 5. fejezet A magasabb ideával foglalkozó gondolkodás (lokuttaram csitta.m) |
| I. Könyv A gondolatok születése (csittuppáda- ka.n.da.m)    | II. rész A tudatosság rossz állapotai                     | 6. fejezet A tizenként rossz gondolat (dvádasza akuszalacsittáni) |
| I. Könyv A gondolatok születése (csittuppáda- ka.n.da.m)    | III. rész A tudatosság köztes állapotai                   | 1. fejezet Hatásként vagy eredményként (vipákó): A. Jó karma. B. Rossz karma 2. fejezet Cselekedet-gondolatok (kirija) |
| II. Könyv Forma (rúpa- ka.n.da.m)                           | [Részek nélkül]                                           | 1. fejezet A forma kifejtése egy koncepcióként (ékaka-niddészó) 2. fejezet A forma kategóriái duális aspektusokban — pozitív és negatív 3. fejezet A forma kategóriái háromrétű aspektusokban 4. fejezet A forma kategóriái négyrétű aspektusokban 5. fejezet A forma kategóriái ötrétű aspektusban 6. fejezet A forma kategóriái hatrétű aspektusban 7. fejezet A forma kategóriái hétrétű aspektusban 8. fejezet A forma kategóriái nyolcrétű aspektusban 9. fejezet A forma kategóriái kilencrétű aspektusban 10. fejezet A forma kategóriái tízrétű aspektusban 11. fejezet A forma kategóriái tizenegyrétű aspektusban |
| III. Könyv A 'Megszüntetés' című rész (nikkhepa- ka.n.da.m) | I. rész [cím nélkül]                                      | 1. fejezet A hármasok csoportja (tika.m) 2. fejezet Az okozati csoport (hetu-gocchaka.m) 3. fejezet A párok kis közbenső csoportja (cuulantara-duka.m) 4. fejezet A mérgező csoport (aasava-gocchaka.m) 5. fejezet A béklyók csoportja (sza~n~nodzsana-goccsaka.m) 6. fejezet A kötelékek csoportja (gantha-goccsaka.m) 7. fejezet Az özönvizek csoportja (ogha-goccsaka.m) 8. fejezet A kötöttségek csoportja (jóga-goccsaka.m) 9. fejezet Az akadályok csoportja (nívarana-goccsaka.m) 10. fejezet A ragály csoport (parámásza-goccsaka.m) 11. fejezet A párok nagy közbenső csoportja (mahantara-duka.m) 12. fejezet A telhetetlenség csoportja (upádána-goccsaka.m) 13. fejezet A korrupció csoportja (klésa-goccsaka.m) 14. fejezet A párok kiegészítő csoportja (pi.t.thiduka.m) |
| III. Könyv A 'Megszüntetés' című rész (nikkhepa- ka.n.da.m) | II. rész A fogalmak Szuttanta párjai (szuttantika-duka.m) | [Fejezetcímek nélkül] |